# アルト・パラナ県
アルト・パラナ県（アルト・パラナけん、西: Departamento de Alto Paraná）は、パラグアイの県。県都はシウダー・デル・エステ。
この県は過去50年間に急速に経済・人口成長した。1961年にパラグアイとブラジルをむすぶ「友好の橋」が建設されて以降、県都を中心にして発展を遂げた。この県には国内の電力消費の95%を賄うイタイプ発電所とアカライダムがある。そのほか、生態系保護区や動物園、台湾系パラグアイ人の技術公園も置かれている。
県内で最初に建設された都市はプレシデンテ・フランコ市である。グアラニ国際空港のあるミンガ・グアス地区には主要な農業施設がある。

## 歴史
植民地時代、この地にはオンティベロス、シウダー・レアル、ビリャリカ・デル・エスピリトゥ・サントなど、多くの村落が築かれた。しかし、これらの村落は「バンデイランテス」と呼ばれる、ブラジルのサンパウロを拠点にした奴隷狩り隊の襲撃をしばしば受けたため、繁栄しなかった。
17世紀後半から18世紀初頭にかけて、この地には開拓者がわれ先にと入植した。人々はバンデイランテスの襲撃を防いでくれる軍事基地の周辺に住み付いたため、そこが発展して都市部になった。このころ、ビリャ・クルグアティ、イガティミ、カーグアス、リマ、アホスなどの都市ができた。
三国同盟戦争後、この地域の土地は売られ、マテが栽培されるようになった。1945年に県となった。
19世紀の終わり、この地域は「高いシロアリの塚」という意味のタクル・プクという非常に大きな港湾があることで知られた。この港湾からはパラナ川をつかって下流のエンカルナシオンに木材が運ばれ、エンカルナシオンからは木材や衣料品がもたらされた。
1990年に県の体系が正式に決まった。

## 地理

### 位置
この県はパラグアイの東部地域に属している。南緯24度30分から26度15分、西経54度20分から55度20分にかけて広がっている。北でカニンデジュ県、南でイタプア県、東でブラジル（パラナ州）、西でカアグアス県とカアサパ県とそれぞれ接する。
県都のシウダー・デル・エステは元々プエルト・フロール・デ・リスという名だったが、後にプエルト・プレシデンテ・ストロエスネルと改められアルフレド・ストロエスネル独裁政権が倒されるまで続いた。この都市はブラジルのフォス・ド・イグアスと隣接している。

### 地区
アルト・パラナ県は19の地区で構成される。
1. シウダー・デル・エステ（Ciudad del Este）
2. ドクトル・フアン・レオン・マリョルキン（Doctor Juan León Mallorquín）
3. ドミンゴ・マルティネス・デ・イラーラ（Domingo Martínez de Irala）
4. エルナンダリアス（Hernandarias）
5. イルーニャ（Iruña）
6. イタキリ（Itakyry）
7. フアン・エミリオ・オレアリー（Juan Emilio O'Leary）
8. ロス・セドラレス（Los Cedrales）
9. ムバラカユー（Mbaracayú）
10. ミンガ・グアスー（Minga Guazú）
11. ミンガ・ポーラ（Minga Porá）
12. ニャクンダイ（Ñacunday）
13. ナラニアル（Naranjal）
14. プレシデンテ・フランコ（Presidente Franco）
15. サン・アルベルト（San Alberto）
16. サン・クリストーバル（San Cristóbal）
17. サンタ・リタ（Santa Rita）
18. サンタ・ローザ・デル・モンダイ（Santa Rosa del Monday）
19. イグアスー（Yguazú）

アルト・パラナ県はパラナ川の侵食によりできた渓谷と海抜300mに達する高地から成る。パラナ川沿いの陸地には森が広がっているが、近ごろは無許可の森林伐採が問題になっている。この地域ではマツの植林プログラムが行われている。

### 水路
この地域においてパラナ川は最大の水の供給源である。パラナ川には以下の支流がある。
- イタンベイ川（Itambey）
- ニャクンダイ川（Ñacunday）
- リモイ川（Limoy）
- イタボ・グアスー川（Itabo Guazú）
- ピラ・ピタ川（Pira Pyta）
- イクア・グアスー川（Ycua Guazú）
- アカライ川（Acaray）
- モンダイ川（Monday）
- ヤクイ川（Yacuy）

これらの河川は肥沃な土壌に一役買っている。パラナ川とアカライ川にはその強力な水の流れから、水力発電所が建設されている。

## 気候
県内の夏の最高気温は38度、冬の最低気温は0度で、平均気温は21度である。一年を通じてよく雨が降り、年間降水量は1725mmと国内で最も多い。結果、湿気が多く生まれ、農業にはプラスに働いている。
冬にはよく霧が発生する。

## 経済
この地域の基幹産業は林業で、スギなど多くの種が植わっている。また、70万ヘクタールにも及ぶ農地では大豆、トウモロコシ、小麦、ミント、綿花、サトウキビ、ポンカン、オレンジ、トマト、キャッサバ、サツマイモ、イネ、ジャガイモ、ニンジン、イチゴ、ヒマワリ、エンドウマメ、ッステビア（甘味料や医療品として使われる植物）などが栽培されている。牛や豚、瘤牛などの牧畜も行われており、成長分野とされている。県内には石油、木材、ソーセージ、コメ、マテ、乳製品などの工場がある。

## 教育
この地域の学校では、先住民族の文化を教える取り組みが行われている。大学も私立、国立ともにある。

## 交通
アルト・パラナ県へは首都アスンシオンからは国道7号線、エンカルナシオンなど国の南部からは国道6号線が便利。県から北へ行けばサルト・デル・グアイラに到着する。パラグアイとブラジルとをつなぐ国際橋梁もある。ミンガ・グアス地区にはグアラニ国際空港があり、アスンシオンやサンパウロとの間に定期便が就航している。

## 観光

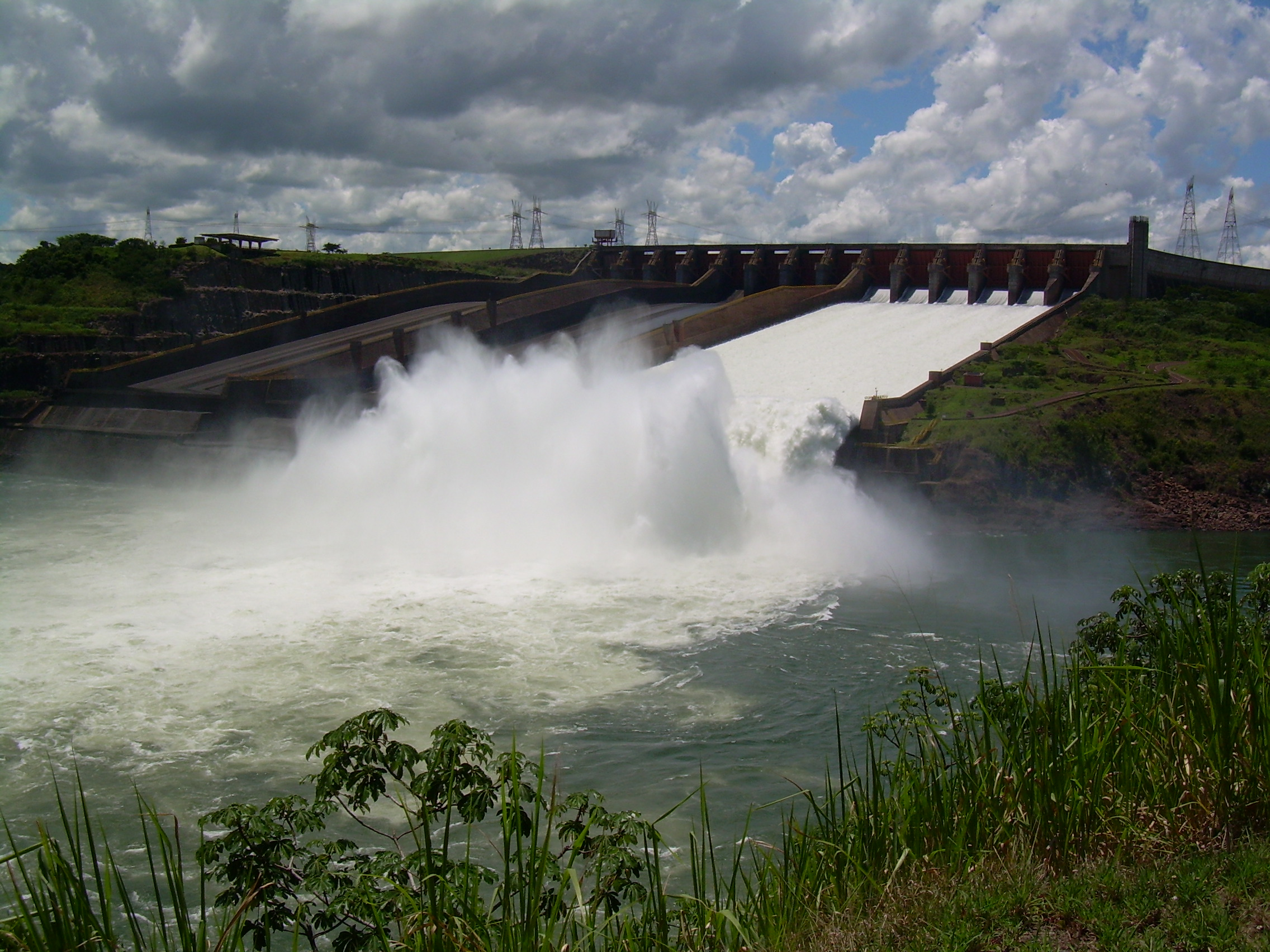
イタイプ水力発電ダム

この県はアカライ川やパラナ川など、とても豊かで魅力的な自然環境に恵まれている。主に以下の観光地がある。
- タティ・ユピ保護区
- イタボ自然保護区
- リモイ自然保護区
- ニャクンダイ国立公園
- ピキリ保護区
- カラパ保護区
- イタンベイ川河口
- ミンガ・グアスエコロジーパーク
- ムバラカユ保護区

このほか、ブラジルとパラグアイをむすぶアミスター橋梁や水力発電所など、大きな近代建造物も観光客を引き寄せている。
県都シウダー・デル・エステには、アマンバイ川の流れをせきとめてできた人造湖と公園がある。これは国内の全市議会の協力によりつくられた。
県内には科学的・文化的価値のある出土品を展示する博物館がいくつかある。
- シウダー・デル・エステ文化の家
- エル・メンス水素の博物館
- 自然史博物館
- イタイプ自然・人類学博物館

## 姉妹都市
- 京畿道（韓国）